# Lake Yarrunga
Der Lake Yarrunga ist ein Stausee südwestlich von Wollongong im Südosten des australischen Bundesstaates New South Wales im Küstengebirge. Der See wird von der Tallowa-Talsperre angestaut und befindet sich an den Unterläufen des Kangaroo River und des Shoalhaven River. Er wird zusätzlich vom Yarrunga Creek und vom Bundanoon Creek, Nebenflüssen des Kangaroo River, gespeist und dient der Energiegewinnung für den Großraum Wollongong.
Das Wasser kann vom Lake Yarrunga zum Fitzroy Falls Reservoir gepumpt und über das Kraftwerk wieder abgelassen werden. Es handelt sich daher um ein Pumpspeicherkraftwerk.
Am Nordufer des Sees liegt die Siedlung Bendeela. Die Kleinstadt Bundanoon befindet sich ca. 12 km (Luftlinie) nördlich oberhalb des Sees am Bundanoon Creek. Über Straßen ist sie allerdings erst nach einer Fahrt von 62 km erreichbar. Die Kleinstadt Kangaroo Valley liegt am oberen Ende des Sees am Kangaroo River.